# Парково-Сырецкая улица
Парково-Сырецкая улица (до 2017 года улица Тимофе́я Шамры́ло; укр. Парково-Сирецька вулиця) — улица в Шевченковском районе города Киева, местность Сырец. Пролегает от Дорогожицкой до Дегтярёвской улицы. Находится на границе Сырецкого парка. Была названа в честь советского политического и государственного деятеля Тимофея Шамрыло, а затем в честь парка, созданного в советское время и расположенного вдоль улицы и в честь названия района.

## История
Во время Второй мировой войны здесь была железнодорожная станция «Лукьяновка». В начале улицы был расположен Сырецкий концлагерь. Перед улицей стоит памятник Сырецкому концлагерю. На месте бывшего концлагеря построили жилой комплекс «Golden Park» (дом № 4Б).

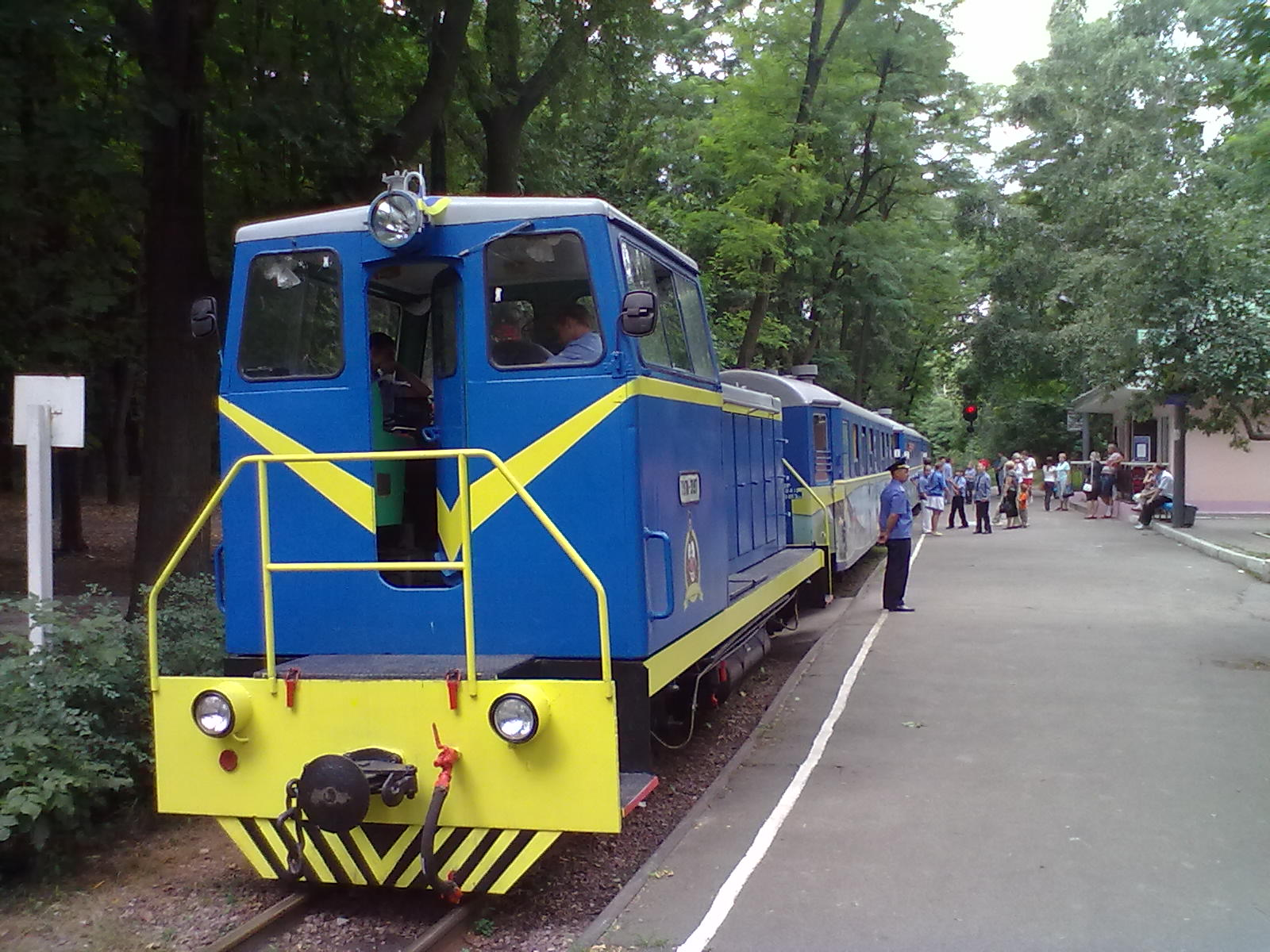
Станция Яблонька Детской железной дороги, ул. Тимофея Шамрыло, Киев

Улица отмечена двумя мемориальными досками из гранита которые находятся на домах 1 и 19.
С 2017 года улица была переименована в Парково-Сырецкую.
На данной улице находится единственная в Киеве железная дорога для детей.

## Здания
- № 2 — Бывший бассейн «Чайка».
- № 4 — Киевская средняя специализированная музыкальная школа-интернат имени Николая Лысенко. Киевское государственное хореографическое училище.
- № 4Б — Детский сад «Кобзарик».
- № 7А — Детский сад «Кияночка». (В садике есть музей игрушек).
- № 11 — Почтовое отделение № 112.